# İlhan Selçuk

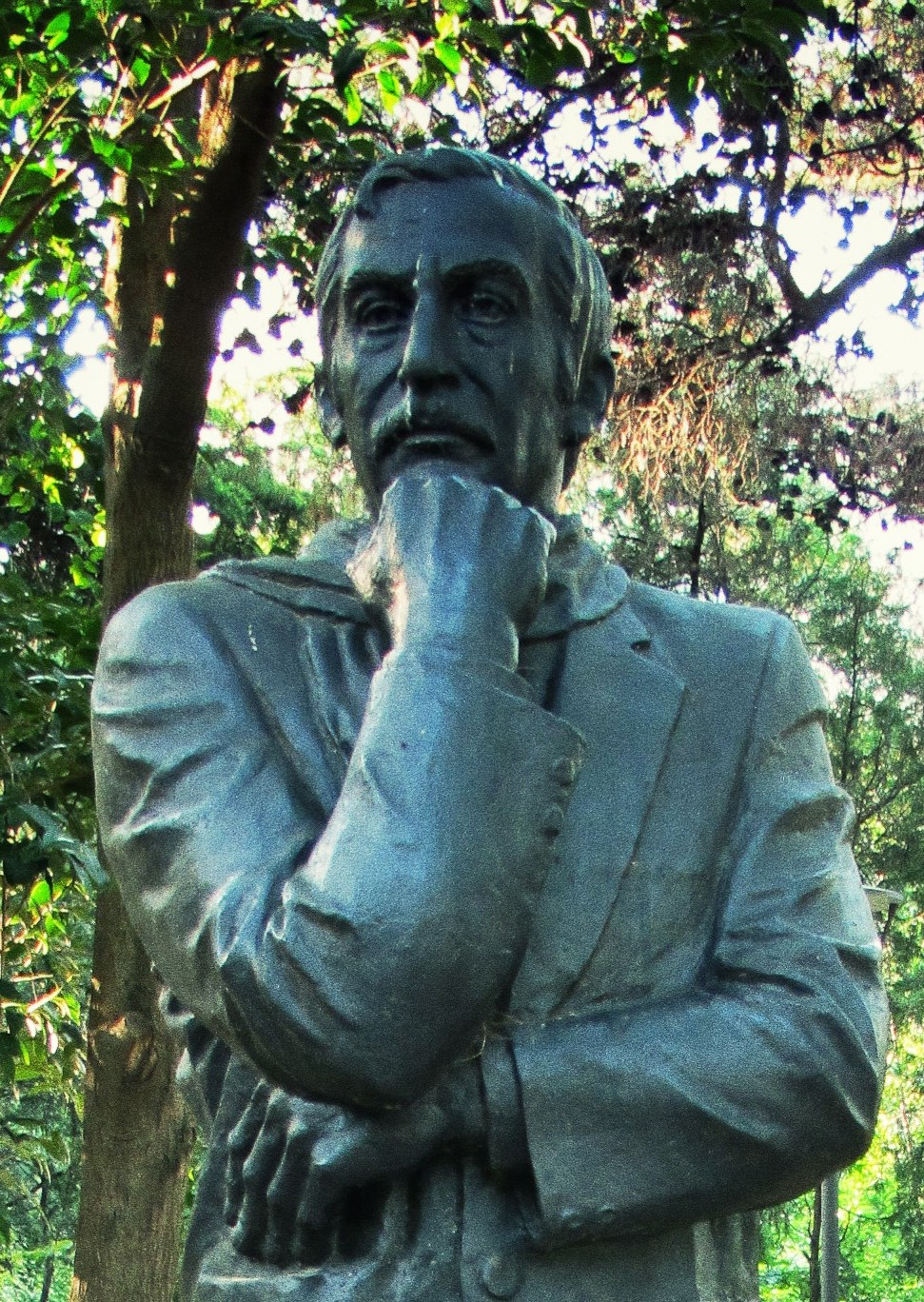
İlhan-Selçuk-Statue im Özgürlük-Park, Kadıköy

İlhan Selçuk (* 11. März 1925 in Aydın, Türkei; † 21. Juni 2010 in Istanbul, Türkei) war einer der bekanntesten türkischen Journalisten. Er war Chefredakteur der Tageszeitung Cumhuriyet und Autor zahlreicher Bücher.
Selçuk wurde 1925 als Sohn des Unteroffiziers Kasım Bey in Aydın geboren.
Selçuk studierte an der Istanbuler Universität Jura und schloss dies im Jahre 1950 ab. Anschließend arbeitete er als Anwalt und brachte mit seinem Bruder Turhan Selçuk Karikaturhefte wie die 41 Buçuk (1952), Dolmuş (1956) und Karikatür (1958) heraus. 1963 nahm er seine Tätigkeit als Kolumnist der Cumhuriyet, deren Chefredakteur er später wurde, auf und schrieb dort Kolumnen bis an sein Lebensende. Aufgrund seiner damaligen Schreibtätigkeit in linken Kreisen wurde er 1971 als vermeintlicher Putschgegner verhaftet und in der Haft gefoltert. In seinem unter Folter erzwungenen Geständnis versteckte er das Akrostichon „Ich werde gefoltert“ („işkence altındayım“).
Selçuk galt als laizistisch und war ein Kritiker der AKP-geführten Regierungen unter der Ministerpräsidentschaft von Recep Tayyip Erdoğan. Im Mai 2008 wurde er gegen 4:30 nachts verhaftet – ihm wurde im Rahmen des Ergenekon-Prozesses vorgeworfen, Führungsmitglied einer angeblichen terroristischen Organisation zu sein. İlhan Selçuk starb am 21. Juni 2010 im Alter von 85 Jahren in einer Istanbuler Klinik. Er wurde gemäß seinem Testament neben seinem Bruder in einem Friedhof nahe dem Hadschi-Bektasch-Grabmal begraben.